# Don Menza
Don Menza (* 22. dubna 1936 Buffalo, New York) je americký jazzový saxofonista. Na saxofon začal hrát ve svých třinácti letech a po návratu z armády strávil dva roky v orchestru Maynarda Fergusona. V letech 1964–1968 žil v Německu a po návratu začal spolupracovat s Buddy Richem. během své kariéry spolupracoval i s dalšími hudebníky, mezi které patří Lalo Schifrin, Leonard Cohen, Stan Kenton, Roger Waters nebo John Klemmer. Jeho synem je bubeník Nick Menza, člen skupiny Megadeth.